# Ljubanj
Ljubanj är ett vattendrag i Kroatien. Det ligger i den östra delen av landet, 250 km öster om huvudstaden Zagreb.